# The Specials (album)
The Specials is het debuutalbum uit 1979 van de Britse skaband The Specials.
In Nederland werd het album onder het label van Chrysalis uitgebracht in plaats van het 2Tone label. Ook werd het nummer Gangsters aan het album toegevoegd. 
De cd-versie is alleen in de oorspronkelijke Britse uitvoering te krijgen.
Het album werd in de zomer van 1979 opgenomen met Elvis Costello, een groot fan van de ska-revival, als producer; het verscheen eind oktober. Behalve Costello waren er ook bijdragen van Pretenders-zangeres Chrissie Hynde (Nite Klub) en toerblazers Dick Cuthell en Rico Rodriguez. 
Hoewel een commercieel succes (in Engeland goed voor een top 5-notering en een verblijf van 45 weken) vonden critici dat het album zwak geproduceerd was. Roddy Radiation, gitarist en tevens leadzanger in het zelfgeschreven Concrete Jungle zei "Volgens mij begreep (Costello) niet helemaal waar we op uit waren, maar hij heeft nog altijd beter werk geleverd dan een of andere hippe producer die geen pottenkijkers zou dulden bij het afmixen".

## Tracklist

### Kant A
1. "A Message to You, Rudy" (Dandy Livingstone) - 2:53
2. "Do the Dog" (Rufus Thomas, arr. by Jerry Dammers) - 2:09
3. "Gangsters" (The Specials) - 2:45
4. "It's Up to You" (Dammers, The Specials) - 3:25
5. "Nite Klub" (Dammers, The Specials) - 3:22
6. "Doesn't Make It Alright" (Dammers, Dave Goldberg) - 3:26
7. "Concrete Jungle" (Byers) - 3:18
8. "Too Hot" (Cecil Campbell) - 3:09

### Kant B
1. "Monkey Man" (Toots Hibbert) - 2:45
2. "(Dawning of A) New Era" (Dammers) - 2:24
3. "Blank Expression" (Dammers, The Specials) - 2:43
4. "Stupid Marriage" (Dammers, Mark Harrison, Neville Staple) - 3:49
5. "Too Much Too Young" (Dammers, geïnspireerd door Lloyd Charmers) - 6:06*
6. "Little Bitch" (Dammers)† - 2:31
7. "You're Wondering Now" (Seymour) - 2:36